# Sarcophaga sororcula
Sarcophaga sororcula är en tvåvingeart som beskrevs av Boris Borisovitsch Rohdendorf 1937. Sarcophaga sororcula ingår i släktet Sarcophaga och familjen köttflugor.
Artens utbredningsområde är Uzbekistan. Inga underarter finns listade i Catalogue of Life.